# Ricardo Wolf

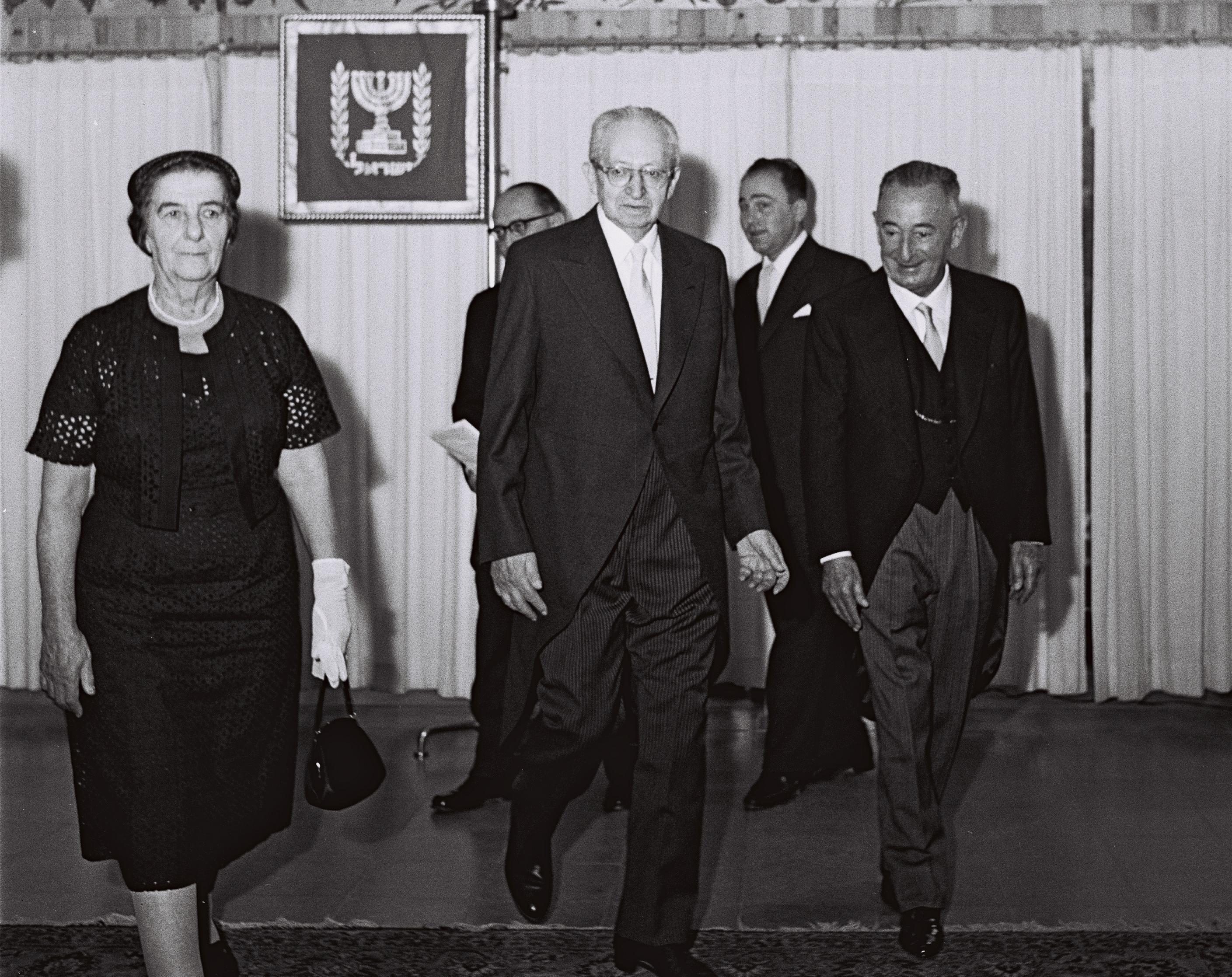
Dr. Ricardo Wolf alături de ministrul de externe Golda Meir și Președintele Israelului, Yitzhak Ben-Zvi (în centru) cu ocazia prezentării scrisorilor de acreditare ca cel dintâi ministru plenipotențiar al Cubei, Ierusalim, 1960

Ricardo Subirana y Lobo Wolf (Ricardo Wolf) n. 1887, Hanovra, Germania, d. 1981, Herzliya, Israel), fondatorul Fundației Wolf și al Premiilor Wolf a fost un inventator, diplomat, filantrop cuban, evreu originar din Germania. A fost cel dintâi ministru plenipotențiar al Cubei în Israel și în 1973,în urma ruperii de către Cuba a relațiilor cu Israelul, s-a stabilit în această țară.

## Date biografice
Ricardo Wolf s-a născut ca Richard (Ruben) Wolf în Hanovra, Germania, în 1887, ca unul din cei 14 copii ai lui Moritz Wolf, cantor, unul dintre fruntașii comunității locale a evreilor.
În anul 1913 Wolf a emigrat din Germania în Cuba, care a devenit a doua patrie a sa. În 1924, s-a căsătorit cu catalana Francisca „Panchita” Subirana,  campioană mondială de tenis pe 1920.
În Cuba Wolf și-a spaniolizat numele în Lobo, iar după căsătorie a adoptat și numele de familie al soției, devenind Ricardo Subirana y Lobo.
Pe dr. Wolf l-au preocupat munții de reziduuri formați în jurul topitoriilor de fier. După ani de cercetări el a izbutit să creeze o metodă de separare a fierului din zgură. Această invenție a fost adoptată de multe țări, aducându-i inventatorului câștiguri serioase.
Om cu vederi socialiste și sensibil la starea de mizerie în care trăia poporul cuban, dr. Wolf l-a sprijinit - moral și financiar - pe Fidel Castro și Revoluția cubană. După revoluție el a fost numit în 1960 ministru al Cubei în Israel. Sediul legației cubane  a fost stabilit la vila Altin din Herzliya.
În anul 1973, în urma  Conferinței statelor nealiniate de la Alger, în semn de solidaritate cu țările arabe și în preajma Războiului de Yom Kipur, Castro a rupt relațiile diplomatice cu Israelul și și-a rechemat ambasadorul la Havana. Pierzând postul diplomatic Wolf a decis să rămână în Israel, unde și-a petrecut restul vieții.
A murit în februarie 1981, în vila sa de pe litoralul Mării Mediterane din Herzliya - Israel. Soția sa, Francisca Subirana-Wolf a încetat din viață cu o lună mai târziu. Perechea nu a avut copii.

## Crearea Fundației șiPremiului Wolf
În anul 1975, Ricardo Wolf a creat Fundația Wolf, ca bază financiară a Premiului Wolf și a o serie de stipendii și burse de merit pentru studenți și tineri cercetători.
Premiul Wolf este acordat anual, din anul 1978, pentru merite deosebite, la nivel mondial, în agricultură, medicină, chimie, fizică, matematică și arte  (arhitectură, sculptură, pictură și muzică, una pe an prin rotație). Acest premiu prestigios, care constă dintr-o diplomă și 100 000 de dolari americani, concurează cu Premiul Nobel. El este conferit, pe baza propunerilor unei comisii de specialiști cu notorietate, de câtre Președintele Statului Israel, în cadrul unei ședințe festive a Knessetului - Parlamentul Israelian.